# Réservoir Blanc
Réservoir Blanc är en sjö i Kanada.   Den ligger i provinsen Québec, i den sydöstra delen av landet, 300 km nordost om huvudstaden Ottawa. Réservoir Blanc ligger 326 meter över havet.
I omgivningarna runt Réservoir Blanc växer i huvudsak blandskog. Trakten runt Réservoir Blanc är nära nog obefolkad, med mindre än två invånare per kvadratkilometer.